# Почулица
Почулица је насељено место у Босни и Херцеговини у општини Витез. Административно припада Федерацији Босне и Херцеговине, односно њеном Средњобосанском кантону. Према попису становништва из 2013. у насељу је било 466 становника, а већинску популацију у насељу чинили су Бошњаци и Хрвати.

## Становништво
По последњем службеном попису становништва из 2013. године у насељу Почулица живело је 466 становника, а село је било етнички хетерогено са већинском бошњачко-хрватском  популацијом.
| Националност | 2013. | 1991.        | 1981.        | 1971.        | 1961.        |
| Бошњаци      | —     | 321 (43,44%) | 289 (42,44%) | 201 (35,08%) | 119 (28,88%) |
| Хрвати       | —     | 408 (55,21%) | 387 (56,83%) | 369 (64,40%) | 288 (69,90%) |
| Срби         | —     | 6 (0,81%)    | 3 (0,44%)    | 0            | 1 (0,24%)    |
| Југословени  | —     | 1 (0,13%)    | 1 (0,14%)    | 0            | 0            |
| Албанци      | —     | 0            | 1 (0,14%)    | 2 (0,34%)    | 1 (0,24%)    |
| остали       | —     | 3 (0,40%)    | 0            | 1 (0,17%)    | 3 (0,72%)    |
| Укупно       | 466   | 739          | 681          | 573          | 412          |